# Домінік Палмер
Домінік Палмер (7 жовтня 1999 , Лондон ) — британська кліматична активістка, студентка та провідна природоохоронниця Великої Британії. Виступила на Конференції ООН зі зміни клімату 2019 року і розпочала свою діяльність як одна з найвідоміших молодіжних активісток Великої Британії та шкільного страйку заради клімату.

## Життєпис та активізм
Виросла у Лондоні, вивчала політичні науки та міжнародні відносини в Університеті Бірмінгема . Розпочала активізм у Extinction Rebellion Youth, а потім в організації шкільного страйку заради клімату в Сполученому Королівстві. Організувала #ClimateStrikeOnline.
Палмер зосереджується на інтерсекційності та маргіналізованих спільнотах у своїй діяльності, для чого стала провідною молодіжною активісткою Великої Британії. Під час прийняття закону активістка тиснула на депутатів, щоб вони ухвалили законопроєкт про благополуччя майбутніх поколінь, представлений лордом Джоном Бердом. Вона сказала, що хоче «побороти системну нерівність, що виникає в результаті глобального потепління». Тандам Деббонер оцінила діяльність Палмер «блискучою» та «надихаючою».
Під час своєї діяльності Палмер, перш за все, виокремлює міжсекційний характер кліматичної кризи. На панелі New York Times Hub під час 26-ї конференції ООН зі зміни клімату у 2021 році вона просувала свої ідеї разом із Малалою Юсафзай, Еммою Вотсон, Гретою Тунберг, Торі Цуї, Дафні Фріас, Ванессою Накейт та Маєю Роуз Крейг. Палмер зазначила, що «експлуатацію природних ресурсів слід зупинити, бо від цього залежить майбутнє життя людей». І підкреслила невідкладність дій у цьому напрямку: «Зараз настав час. Вчора для цього нічого не зробили».
Палмер є організаторкою Climate Live та керувала заходом 24 квітня, на якому Деклан Маккенна виступав перед Вестмінстерським палацом, де засідає британський парламент, щоб привернути увагу до наслідків глобальної кліматичної кризи. Виступаючи під час акції, Домінік Палмер сказала: «Гонка захисту майбутнього цієї планети почалася, і тому ми повинні діяти зараз. Ми боремося не лише за своє майбутнє, а й проти нинішньої кризи та за тих, хто вже зараз страждає. Нам потрібні амбітні системні зміни, які ставлять життя людей і майбутнє планети в центрі всього цього».
Палмер також зосереджується на проблемі екологічної тривоги у молодих людей, пов'язаної з наслідками глобального потепління: «Я дивлюсь у майбутнє і з чим ми зіткнемося, і там багато страху та тривоги. Молоді люди, в тому числі і я, відчувають себе зрадженими світовими лідерами». Палмер організовує кліматичні заходи як метод боротьби.
Разом з іншими активістами керувала кампаніями #cleanupStandardChartered, є однією з 12 організаторок шкільного страйку заради клімату (Friday For Future), які написали відкриті листи до відомих осіб з проханням підтримки. Один з листів — на адресу генерального директора, щоб той "перестав розпалювати клімачну кризу", ще два на адресу лідерів США Джо Байдена та Камали Гарріс, заявивши, що «наше сьогодення і майбутнє залежать від дій, які робитиме ваш уряд протягом наступних чотирьох років».
Палмер також є співзасновницею ініціативи «Pass The Mic», розпочатої з метою залучення впливових діячів, брендів та організацій до «#PassTheMic» і привернення уваги до діяльності кліматичних активістів і тих, хто найбільше постраждали від кліматичної кризи.